# Overkiept
Overkiept is een toestand waarin een syncline of anticline kan verkeren. De plooi in het gesteente is dan extreem geplooid. Zo extreem dat het zelfs 'overhelt', vergelijkbaar met een golf in de branding die gaat breken. De gehele plooi ligt dus op zijn kant, omgekiept, of in zeer schuine positie. De verjongingsrichting in het onderste deel van de plooi is dan niet van onderen naar boven, wat logisch zou zijn, maar van boven naar onderen.

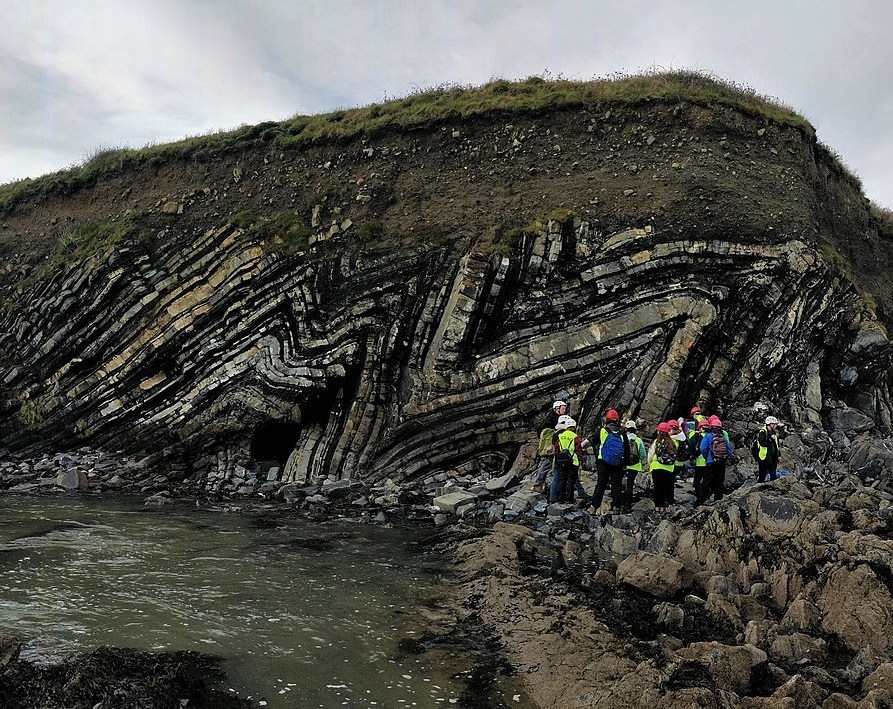
Chevron folds, Ierland

Dit verschijnsel is waar te nemen in overhellende en liggende plooien, die door zijwaartse krachten een scheve of zelfs liggende positie hebben gekregen. In de onderliggende plooi zijn de dieper liggende lagen jonger dan de direct erboven liggende.

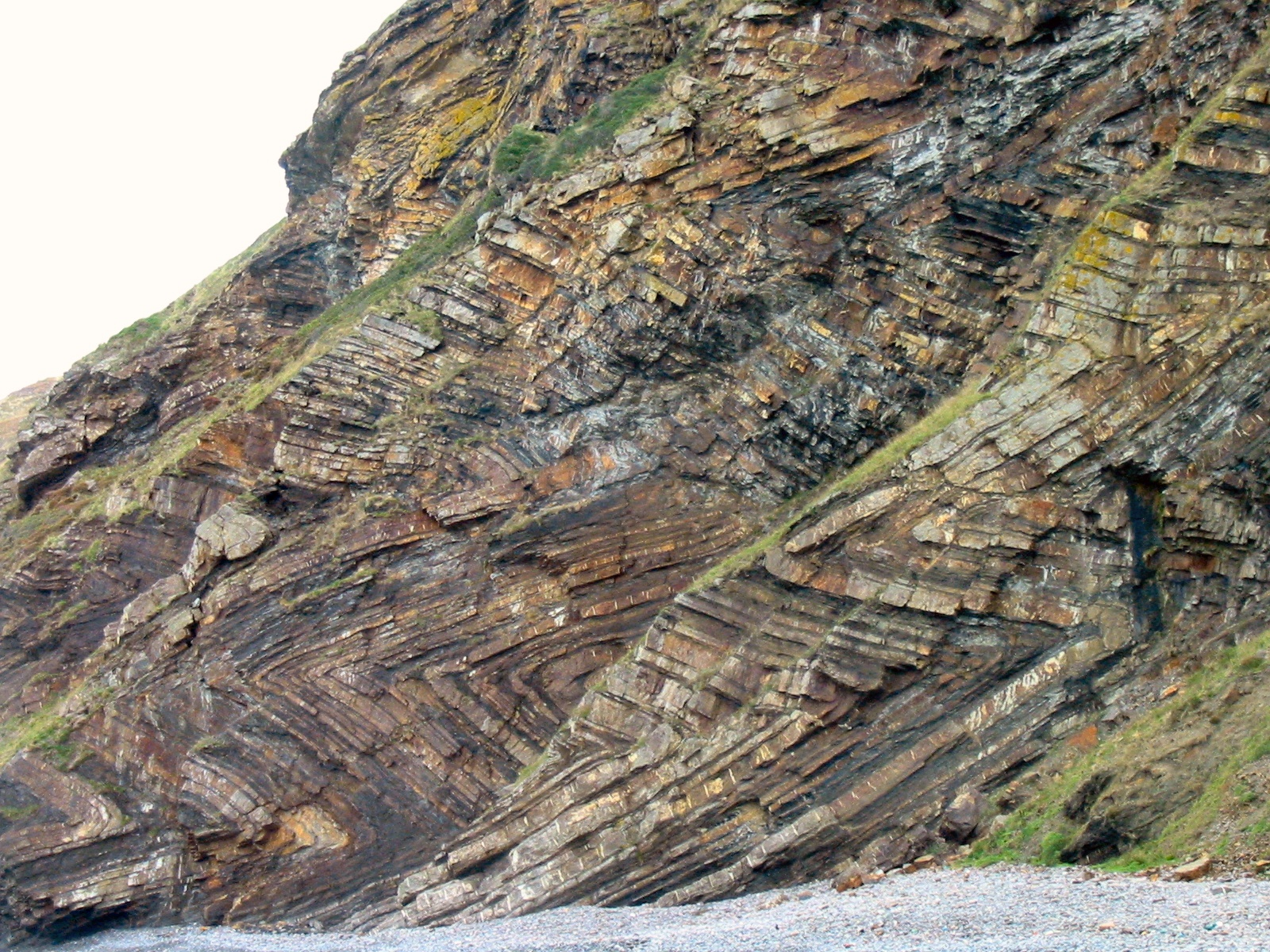
Liggende plooien (Chevron folds with flat-lying axial planes) Millook Haven, North Cornwall, UK

In een relatief vlak landschap kan een overkiepte plooi soms zichtbaar zijn in een bouwput.